# Cranwell, Brauncewell and Byard's Leap
Cranwell, Brauncewell and Byard's Leap är en civil parish i North Kesteven i Lincolnshire i England. Orten har 2 827 invånare (2011).
Den bildades 2011 genom en sammanslagning av Cranwell and Byard's Leap och Brauncewell.